# GUTS (甲斐よしひろのアルバム)
『GUTS』（ガッツ）は1996年1月24日にリリースされた甲斐よしひろ5枚目のオリジナル・アルバム。

## 概要
ポニーキャニオンから東芝EMIへ再移籍したアルバムで、キャッチコピーは『勝つことを信じろ。ロックにリスペクトに熱愛を捧げた!ストレートに夢と抵抗を歌った熱き甲斐、東芝EMI移籍オリジナル第一弾!!』。
2004年には甲斐のプロデビュー30周年を記念して、次作『PARTNER』と共に、デジタルリマスターで再発された。

## 収録曲
- 全作詞・作曲：甲斐よしひろ、編曲：鎌田ジョージ（特記以外）

1. レディ・イヴ
2. 風吹く街角
3. レッド・シューター
4. スマイル
編曲：久石譲
5. 時の人
6. GUTS
7. Midnight Interval/GO-MEN
ホーンアレンジ：古村敏比古
8. 放課後
9. メタモルフォーゼ（Album Version）
ストリングスアレンジ：富田素弘
10. マイ・マイ・マイ

## 参加ミュージシャン
| レディ・イヴ - Guitar：鎌田ジョージ - Bass：荻原“メッケン”基文 - Drums：大久保敦夫 - Keyboards：富田素弘, 増田隆宣, 富樫春生 - Backing Vocal：坂井紀夫, 甲斐よしひろ 風吹く街角 - Guitar：鎌田ジョージ - Bass：荻原“メッケン”基文 - Drums：大久保敦夫 - Keyboards：増田隆宣, 富樫春生 - Backing Vocal：甲斐よしひろ レッド・シューター - Guitar：鎌田ジョージ - Bass：荻原“メッケン”基文 - Drums：江口信夫 - Percussion：松藤英男 - Keyboards：富田素弘 - Backing Vocal：甲斐よしひろ スマイル - Keyboards：久石譲 - Strings：小池弘之グループ - Backing Vocal：松藤英男 時の人 - Guitar：鎌田ジョージ - Bass：荻原“メッケン”基文 - Drums：大久保敦夫 - Keyboards：富田素弘 - Backing Vocal：鎌田ジョージ, 松藤英男, 甲斐よしひろ | GUTS - Guitar & Backing Vocal：鎌田ジョージ - Bass：荻原“メッケン”基文 - Drums：江口信夫 - Keyboards：富田素弘 Midnight Interval/GO-MEN - Guitar：鎌田ジョージ - Bass：荻原“メッケン”基文 - Drums：大久保敦夫 - Keyboards：富田素弘, 増田隆宣 - Saxophone：古村敏比古 - Trumpet：小林正弘 - Backing Vocal：甲斐よしひろ 放課後 - Guitar：鎌田ジョージ - Bass：荻原“メッケン”基文 - Drums：大久保敦夫 - Keyboards：富田素弘, 増田隆宣 - Backing Vocal：鎌田ジョージ, 松藤英男, 甲斐よしひろ メタモルフォーゼ（Album Version） - Guitar：鎌田ジョージ - Strings, Quartet：金子飛鳥グループ - Backing Vocal：甲斐よしひろ マイ・マイ・マイ - Guitar：鎌田ジョージ - Bass：荻原“メッケン”基文 - Drums：田中一光 - Keyboards：富田素弘 - Backing Vocal：鎌田ジョージ, 甲斐よしひろ |